# Gnophosema taftana
Gnophosema taftana là một loài bướm đêm trong họ Geometridae.